# Mare de Déu dels Dolors de les Borges Blanques
La Mare de Déu dels Dolors és un temple al nucli de les Borges Blanques (les Garrigues) inclosa a l'Inventari del Patrimoni Arquitectònic de Catalunya. Temple més antic de la ciutat, avui en desús, funcionava com a capella de l'hospital.

## Arquitectura
Popularment coneguda com a capelleta, és de planta quasi quadrada i es dedicà a la Verge dels Dolors. S'estructura en una nau única coberta amb volta de canó. Tot l'interior està enguixat tot i que a la façana si que es veu la pedra, carreus ben escairats de grans dimensions.
És un edifici auster, de dimensions reduïdes on destaca per la façana, d'estil neoclàssic. La imatge titular està col·locada a una capelleta a la que s'hi pot accedir per unes escales laterals. L'edifici tenia força humitat, tot i que a principis dels noranta es sanejà i pintà, ja que es trobava abandonada. No hi ha consens sobre la datació ni tampoc en el seu estil, ja que si bé hom l'ha catalogada de barroca, compta amb elements d'altres estils. La professora d'art Maria del Carme Benet opina sobre aquest punt que "a la Capelleta s'alternen de manera discreta, el gòtic, el barroc i la tendència neoclàssica de les diferents èpoques".

## Història
Sobre el seu origen no hi ha constància escrita però s'ha conservat una dada si més no orientativa, és el testament de Maria de Sanahuja. Datat el 20 de novembre de 1303, disposà la construcció d'un hospital per a pobres i peregrins. Aquest es construeix entre 1306 i 1340. El 1342 el nebot de Maria Sanahuja, de nom Pere, dona 40.000 sous, una fortuna per l'època, per a l'edifici i d'altres llegats a favor de la parròquia.
Hom situa la capelleta en aquell període més o menys, ja que aleshores tot hospital comptava amb una, encara que no hi hagi constància documental. Per raons desconegudes fou el recinte fou destruït i només se'n salvà el temple.
A la llinda de la porta hi consta la data de 1734, possiblement la data de finalització de les obres. Abans pel dia de corpus el carrer Hospital s'adornava amb catifes de flors i a la capella hi havia el monument al santíssim. Avui resta tancada al culte.
A finals dels vuitanta, possiblement el 1988 o 1989, es restaurà la façana i s'optà per deixar la pedra vista. Es refeu el frontó triangular que hi havia en origen.